# Svetlana Kuznecova
Svetlana Aleksandrovna Kuznecova (in russo Светлана Александровна Кузнецова?; traslitterazione anglosassone Svetlana Alexandrovna Kuznetsova; Leningrado, 27 giugno 1985) è una tennista russa, inattiva dal 2021.
Si è aggiudicata diciotto titoli WTA su quarantadue finali disputate in singolare, tra cui due prove del Grande Slam: lo US Open 2004 e l'Open di Francia 2009, battendo rispettivamente le connazionali Elena Dement'eva e Dinara Safina. Inoltre, è stata finalista all'Open di Francia 2006 e allo US Open 2007, perdendo in entrambi i casi dalla belga Justine Henin. Il suo miglior ranking in singolare è il secondo posto, raggiunto il 10 settembre 2007. 
All'Australian Open 2011 è stata protagonista, negli ottavi di finale, della seconda partita più lunga nella storia del tennis femminile, durata ben quattro ore e quarantaquattro minuti di gioco e poi persa contro l'italiana Francesca Schiavone.
Anche in doppio ha ottenuto ottimi risultati, raggiungendo la 3ª posizione del ranking nel giugno 2004 e vincendo sedici tornei, comprese le edizioni 2005 e 2012 dell'Australian Open. In questa specialità, si è spinta fino alla finale in tutti gli altri Slam.

## Biografia
Svetlana Kuznecova è nativa di Leningrado, allora in Unione Sovietica, da una famiglia dedita al ciclismo: suo padre Aleksandr Kuznecov ha allenato sei campioni mondiali e olimpici di ciclismo, sua madre Galina Careva è stata sei volte campionessa del mondo su pista e il fratello maggiore Nikolaj Kuznecov è stato bronzo olimpico su pista ad Atlanta 1996. Anche la Kuznecova si cimentò con il ciclismo da piccola, ma lo trovava noioso, così si concentrò sul tennis, e per questo fu mandata in Spagna a 15 anni per allenarsi meglio.
È dotata di ottima mobilità sul campo e predilige il gioco dalla linea di fondo, grazie anche a colpi forti, in particolare il dritto che costituisce la sua arma principale. 

## Carriera

### 2001-2003: successi in singolare e in doppio

#### 2001
Nel 2001 appare per la prima nel main draw di un torneo a Madrid e Waikoloa, ma perde in entrambe le occasioni al secondo turno. 

#### 2002: Top 50 e primi titoli WTA
Nel 2002 debutta agli Australian Open, dove raggiunge il secondo turno sconfitta dalla Top 20 Iroda Tuljaganova. In agosto si presenta al torneo di Helsinki, vincendo il suo primo titolo WTA in carriera partendo dalle qualificazioni. In finale supera Denisa Chládková ed entra per la prima volta tra le prime cento giocatrici del mondo. Agli US Open elimina al primo turno Anne Kremer, prima di cedere a Silvia Farina Elia nel terzo turno. Poche settimane dopo si aggiudica il secondo titolo WTA a Bali, eliminando tra le altre Arantxa Sánchez Vicario e Conchita Martínez. Ottiene buoni risultati anche in doppio, in quanto in coppia con la Sanchez Vicario vince i tornei di Sopot, Helsinki e Tokyo. 

#### 2003: prima finale Slam in doppio
Inizia la nuova stagione con la sconfitta all'esordio a Brisbane da parte di Elena Bovina. Tuttavia, si aggiudica il titolo in coppia con Martina Navrátilová. Agli Australian Open viene sconfitta dalla numero due del mondo, Venus Williams, al primo turno, mentre in coppia con la Navratilova raggiunge il terzo turno. Disputa il torneo di Dubai superando Francesca Schiavone, numero sei del ranking, per poi perdere contro la connazionale Dinara Safina. Successivamente, gioca il Roland Garros dove viene eliminata all'esordio da Meghann Shaughnessy, mentre in doppio raggiunge i quarti di finale. A Wimbledon supera Marija Šarapova, raggiungendo i quarti di finale, ma viene sconfitta in tre sets da Justine Henin. Raggiunge la prima semifinale della stagiona a San Diego, dove viene fermata nuovamente dalla Henin. Agli US Open non va oltre il terzo turno, battuta da Kim Clijsters. Con la Navratilova disputa la prima finale Slam in carriera, ma è costretta a cedere in due sets alla coppia Paola Suárez/Virginia Ruano Pascual. Partecipa al tornei di Lipsia, dove non va oltre il primo turno eliminata dalla numero cinque del mondo, Daniela Hantuchová, mentre in doppio si aggiudica il titolo contro la coppia Elena Lichovceva/Nadia Petrova. In seguito, partecipa in doppio alla Kremlin Cup, raggiungendo la semifinale. Accede per la prima volta al Masters di fine anno con la Navrativola, ma vengono sconfitte al primo turno dalle future campionesse Ruano Pascual/Suarez.

### 2004: Top 5 e primo titolo Slam, l'US Open
Raggiunge il terzo turno agli Australian Open, dove viene sconfitta dalla Henin. Nonostante ciò, in coppia con Elena Lichovceva si spinge fino alla finale, dove vengono sconfitte dalla coppia Virginia Ruano Pascual/Paola Suárez. Nel torneo di Dubai si spinge fino alla finale, grazie alle vittorie su tenniste del calibro di Venus Williams e Ai Sugiyama; viene poi fermata nell'ultimo atto dalla numero uno del mondo, Justine Henin. Entra per la prima volta tra le prime venti giocatrici al mondo in seguito alla finale raggiunta in Qatar, nella quale perde dalla connazionale Anastasija Myskina. Successivamente, si spinge fino alla terza finale della stagione in Varsavia, dove cede a Venus Williams. Si presenta al Roland Garros come undicesima potenza della classifica. Qui raggiunge il quarto turno, dove cede nuovamente la Myskina senza, futura campionessa, senza sfruttare un match point. In coppia con la Lichovceva viene sconfitta in finale. In seguito allo Slam parigino, entra per la prima volta in Top 10 in singolare, mentre in doppio nella Top 3. Vince il suo terzo titolo WTA ad Eastbourne, vendicandosi su Daniela Hantuchová in tre sets. A Wimbledon viene sorpresa al primo turno da Virginie Razzano (n° 118). 
Rappresenta la Russia alle Olimpiadi, perdendo nei quarti di finale contro la futura vice campionessa Amélie Mauresmo. 
Disputa gli US Open come nona testa di serie. Nella corsa al titolo estromette Nadia Petrova, numero quattordici del ranking, nei quarti di finale; in seguito supera Lindsay Davenport, n° 5 del mondo, in semifinale, la quale vantava una striscia di ventidue vittorie consecutive. In finale prevale sulla connazionale Elena Dement'eva, numero sei del mondo. Grazie a questa vittoria, diventa la prima russa a vincere l'US Open e la terza ad aggiudicarsi una prova del Grande Slam, prima di lei solo Anastasija Myskina (Roland Garros 2004) e Marija Šarapova (Wimbledon 2004). Anche in doppio raggiunge la finale, ma con esito nuovamente negativo. 
Si aggiudica il torneo di Bali vincendo in finale contro Marlene Weingärtner. Nel torneo di Pechino estromette la connazionale Sarapova in semifinale, la quale proveniva da quattordici vittorie consecutive. Tuttavia, viene sconfitta da Serena Williams in finale. Essendo la quinta tennista del ranking, disputa il Masters di fine anno, non riuscendo ad andare oltre il girone collezionando due sconfitte su tre incontri.

### 2005: uscita dalla Top 10 in singolare; vittoria agli Australian Open in doppio

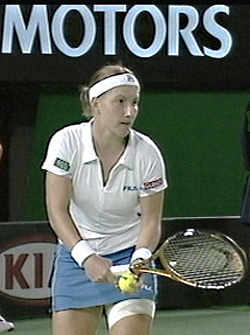
Kuznecova agli Australian Open 2006

Inizia l'anno disputando i quarti di finale agli Australia Open, dove viene sconfitta da Marija Šarapova in tre sets. Tuttavia, in doppio si aggiudica il primo titolo Slam in coppia con Alicia Molik. Raggiunge la semifinale a Tokyo, dove subisce la venditta della Davenport. Nel torneo di Dubai viene sorpresa all'esordio da Sania Mirza (n° 97). Nel torneo di Indian Wells viene eliminata nei quarti di finale da Elena Dement'eva, mentre a Miami cede al quarto turno contro Ana Ivanović. Disputa la prima finale della stagione in Varsavia, dopo aver vinto contro Kim Clijsters (n° 1), dove viene sconfitta dalla Henin. In seguito, al Rolang Garros perde ancora contro la Henin, futura campionessa. A Wimbledon raggiunge i quarti di finale, dove ha la meglio Lindsay Davenport; mentre in coppia con Amélie Mauresmo raggiunge la sesta finale Slam senza successo. Agli US Open esce di scena già al primo turno sconfitta da Ekaterina Byčkova (n° 97), diventando così la prima campionessa in carica ad uscire all'esordio. Di conseguenza, esce dalla Top 10. In semifinale nella Kremlin Cup viene sconfitta da Francesca Schiavone, mentre a Zurigo esce all'esordio per mano di Nathalie Dechy. Termina l'anno alla posizione n° 18.

### 2006-2007: ritorno al successo

#### 2006

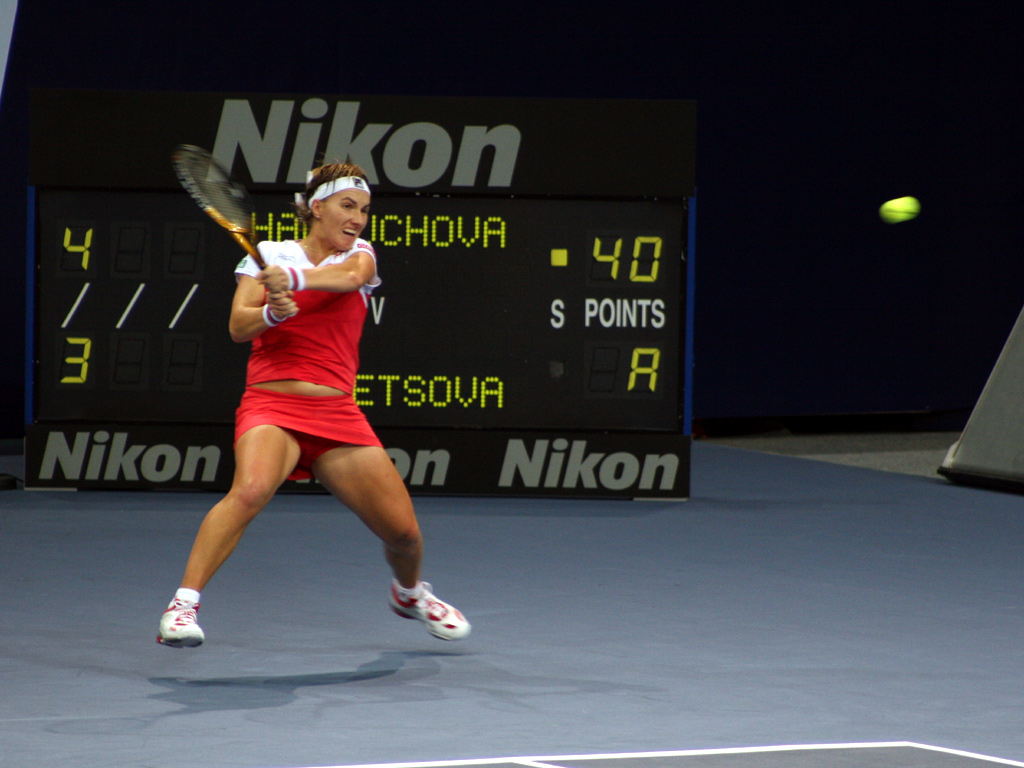
Kuznecova nel 2006

Agli Australian Open viene sconfitta negli ottavi di finale dalla Davenport. In seguito, a Dubai estromette la numero due del ranking, Amélie Mauresmo; ciò le permette di sconfiggere una Top 10 dopo due anni di distanza. A Indian Wells riesce ad avere la meglio su Martina Hingis, prima di estromettere nuovamente la Mauresmo, che nel frattempo è ha raggiunto la vetta della classifica. In finale supera Marija Šarapova, aggiudicandosi così il primo Tier I (Premier Mandatory) in carriera e il primo titolo dopo 18 mesi. Grazie a questi risultati, ritorna nella Top Ten. Nel torneo di Varsavia viene sconfitta per la terza volta consecutivamente in finale, stavolta per mano di Kim Clijsters. Al Roland Garros raggiunge per la prima volta la finale, sconfiggendo tra le altre Dinara Safina e Nicole Vaidišová; tuttavia, viene Henin le nega il trofeo. A Wimbledon viene eliminata nel terzo turno, perdendo contro Li Na, mentre agli US Open viene sconfitta da Jelena Janković negli ottavi di finale. Vince il secondo titolo dell'anno a Bali, avendo la meglio su Marion Bartoli in finale. La settimana dopo si aggiudica il torneo di Pechino, superando nell'atto finale Amélie Mauresmo, numero uno del ranking. Partecipa nuovamente al Masters di fine anno, con il medesimo risultato (una vittoria su tre). Chiude l'anno al quarto posto.

#### 2007: Top 3
Inizia l'anno con la sconfitta negli ottavi di finale agli Australian Open per mano di Shahar Peer. Riesce a difendere i punti della finale di Dubai dell'anno precedente, nella quale viene sconfitta dalla numero uno della classifica, Justine Henin. In seguito, viene sconfitta in finale anche in Indian Wells da Daniela Hantuchová; tuttavia, entra per la prima volta nella Top 3. Nel torneo di Varsavia viene fermata in semifinale, dopo aver sconfitto Venus Williams, in quanto estromessa da Al'ona Bondarenko. A Berlino disputa un'altra finale Tier I, ma cede ad Ana Ivanović. Non fa meglio nemmeno a Roma, dove cede nell'ultimo atto a Jelena Janković. Al Roland Garros viene sconfitta dalla Ivanovic, futura finalista, nei quarti di finale. Stessa sorte le tocca anche a Wimbledon, dove viene fermata dalla futura campionessa Venus Williams. Si aggiudica il primo titolo della stagione a New Haven, in seguito a tre ritiri per infortunio, compresa anche l'avversaria in finale: Ágnes Szávay. Agli US Open raggiunge la finale, in seguito alla vittoria su Anna Čakvetadze (n° 6 WTA). In finale cede alla Henin, ma si issa alla posizione numero due del ranking. A Stoccarda ha la meglio per la prima volta contro Serena Williams, ma non va oltre la semifinale sconfitta da Tatiana Golovin. In seguito, la Williams si rifà nella Kremlin Cup in semifinale. Partecipa al Masters di fine anno, ma non ottiene nemmeno una vittoria nel girone. Conclude la stagione alla posto numero due.

### 2008

Kuznecova nel 2008

La nuova stagione inizia molto bene per la russa, in quanto viene sconfitta solo in finale dalla Henin nel torneo di Sydney. Agli Australian Open viene sorpresa nel terzo turno dalla Top 30 Agnieszka Radwańska. Raggiunge una seconda finale stagionale a Dubai, perdendo contro Elena Dement'eva, dopo aver eliminato due Top 5: Amélie Mauresmo e Jelena Janković. A Indian Wells perde in finale contro Ana Ivanović. In seguito a questa sconfitta, la Kuznecova raggiunge il record di otto sconfitte nelle ultime nove finali. A Miami supera Venus, ma viene sconfitta da Serena in semifinale. Nel Roland Garros raggiunge la semifinale senza perdere nemmeno un set, ma viene fermata da Dinara Safina. A Wimbledon cede ancora contro Agnieszka Radwańska negli ottavi di finale. 
Rappresenta la Russia alle Olimpiadi di Pechino, perdendo all'esordio contro la giocatrice di casa Li Na.
Agli US Open viene sorpresa al terzo turno da Katarina Srebotnik. Per la prima volta dopo due anni è fuori dalla prime cinque del mondo. A Tokyo e Pechino disputa due finali, ma con esito negativo, in quanto perde contro Dinara Safina e Jelena Janković. Si presenta al Masters di fine anno, perdendo tutti i match. A fine stagione, la russa è l'unica Top 10 (n° 8 WTA) senza un titolo. 

### 2009: secondo titolo Slam, il Roland Garros

Kuznecova nel 2009

Agli Australian Open raggiunge per la seconda volta in carriera i quarti di finale, ma viene sconfitta dalla futura campionessa Serena Williams, dopo essere stata a due punti di distanza dalla vittoria del match. A Miami perde in semifinale contro Viktoryja Azaranka. A Stoccarda vince il suo decimo titolo in carriera, superando in finale Dinara Safina. In seguito, viene sconfitta a sua volta dalla Safina in finale a Roma, dopo aver eliminato la n° 4 WTA Jelena Janković. A Parigi raggiunge la sua quarta finale Slam, estromettendo tra le altre Serena Williams e Samantha Stosur. Il 6 giugno arriva la tanto attesa vittoria al Roland Garros, sconfiggendo Dinara Safina, così guadagnando il suo secondo Grande Slam. Dopo l'affermazione nello Slam francese la russa esce al terzo turno al Torneo di Wimbledon per mano di Sabine Lisicki. Riceve una wildcard per disputare il torneo di New Haven, ma viene sconfitta nei quarti di finale da Amélie Mauresmo. Agli US Open supera Julia Görges, Anastasija Sevastova e Shahar Peer, prima di cedere contro Caroline Wozniacki negli ottavi di finale. A Tokyo viene estromessa da Andrea Petković. L'11 ottobre 2009 la russa si aggiudica il torneo di Pechino battendo in finale la polacca Agnieszka Radwańska. Nel torneo di fine anno viene inserita nel gruppo con le sorelle Williams ed Elena Dement'eva; viene sconfitta sia da Venus che da Serena, mentre vince il match contro la connazionale. Chiude l'anno al terzo posto. 

### 2010-2011: scarsi risultati

#### 2010: crollo fino alla Top 30

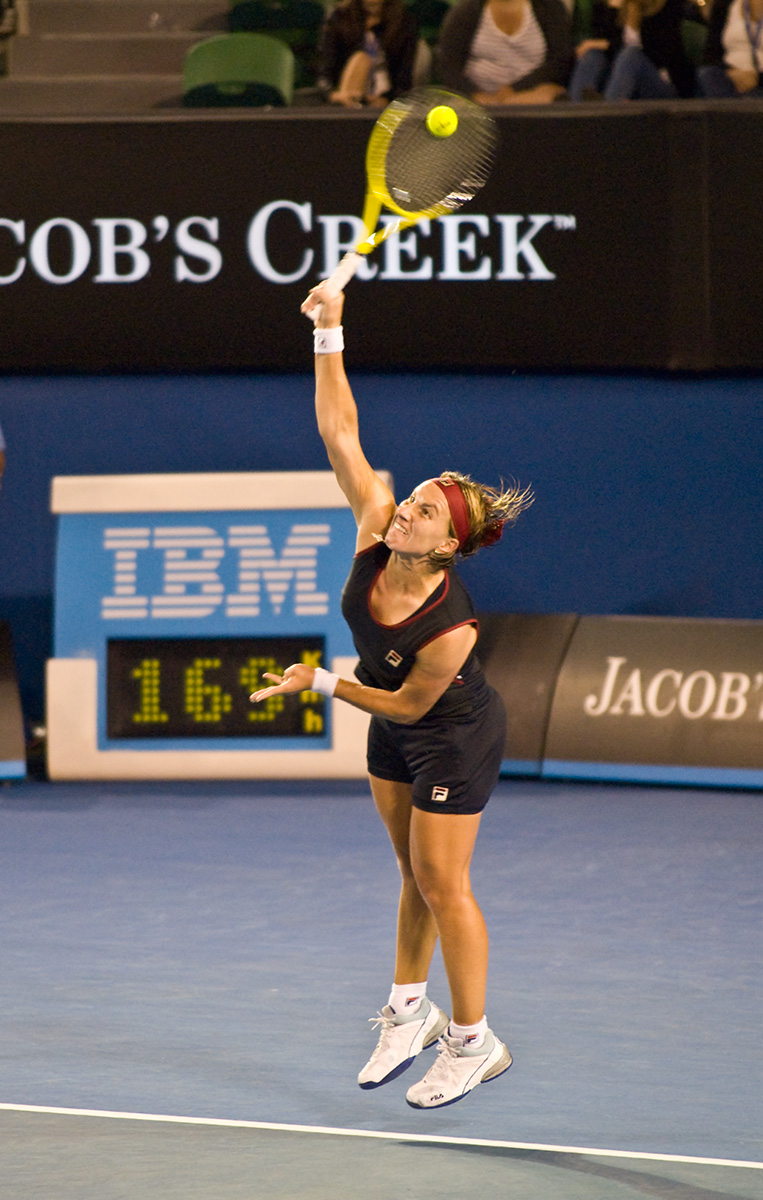
Kuznecova nel 2010

Partecipa al torneo di Sydney, dove viene sconfitta da Dominika Cibulková, dopo essersi imposta su Alisa Klejbanova. Successivamente, agli Australian Open non va oltre il quarto turno, eliminata dalla Top 20 Nadia Petrova. Nel torneo di Dubai viene sorpresa nel terzo turno da Regina Kulikova (n° 99 WTA), mentre a Indian Wells viene eliminata all'esordio, dopo aver ricevuto un bye al primo turno, da Carla Suárez Navarro. Fa meglio nemmeno a Miami, dove supera Peng Shuai e Ágnes Szávay, prima di venire fermata da Marion Bartoli. Si presenta come campionessa in carica a Stoccarda, ma non riesce a difendere il titolo, in quanto Li Na la estromette nel secondo turno. Stessa sorte le tocca anche a Roma, stavolta esce di scena per mano di Marija Kirilenko. La Kirilenko la sconfigge anche al Roland Garros, dopo che la Kuznecova si era imposta su Sorana Cîrstea ed Andrea Petković. Raggiunge i quarti di finale ad Eastboutne, sconfitta da Ekaterina Makarova. A Wimbledon, crollata alla posizione n° 19 WTA, estromette Akgul Amanmuradova nel primo turno, per poi venire fermata da Anastasija Rodionova. In seguito, si aggiudica il titolo di San Diego imponendosi su: Yanina Wickmayer, Sara Errani, Coco Vandeweghe, Flavia Pennetta ed Agnieszka Radwańska. Disputa il torneo di Cincinnati, ma viene estromessa all'esordio dalla connazionale Marija Šarapova; a Montreal si spinge fino alla semifinale, dove la Wozniacki ha la meglio. Agli US Open si presenta come undicesima testa di serie e sconfigge Kimiko Date, Anastasija Sevastova e Marija Kirilenko, prima di venire sconfitta da Dominika Cibulková. Si presenta a Tokyo, dove cede nel secondo turno alla Petkovic. Non fa meglio a Pechino, in quanto non riesce a difendere il titolo sconfitta all'esordio da Roberta Vinci. Termina la stagione alla posizione numero ventisette, la più bassa dal 2003.

#### 2011
Ad Auckland esce di scena al secondo turno per mano di Peng Shuai, mentre a Sydney perde contro Li Na nei quarti di finale. In seguito, è protagonista agli Australian Open, insieme a Francesca Schiavone, del secondo match più lungo mai disputato nella storia del singolare femminile di tutti e quattro i tornei del Grande Slam: l'incontro è terminato 16-14 al terzo set in favore dell'italiana, dopo 4 ore e 44 minuti di gioco. In questo match la russa ha mandato in frantumi ben sei match points a suo favore. Il 20 febbraio perde la finale del torneo di Dubai contro la danese Caroline Wozniacki, dopo che ha eliminato in semifinale Flavia Pennetta. Tuttavia, in Qatar viene sconfitta al primo turno da Shahar Peer. A Indian Wells riceve un bye al primo turno, ma viene successivamente fermata da Christina McHale; a Miami, invece, viene sconfitta nuovamente dalla Shuai nel terzo turno. Nel torneo di Andalucia viene fermata in semifinale da Irina-Camelia Begu. A Madrid e a Roma non va oltre il secondo turno, in quanto cede rispettivamente contro Dominika Cibulková e Gréta Arn. Nello Slam parigino perde contro la giocatrice di casa Marion Bartoli nei quarti di finale. Raggiunge i quarti di finale anche all'UNICEF Open, dove ha la meglio ancora la Cibulkova. A Wimbledon si sbarazza di Zhang Shuai e di Alexandra Dulgheru, prima di essere sconfitta da Yanina Wickmayer. Non disputa il torneo di San Diego, nel quale avrebbe dovuto partecipare in qualità di campionessa in carica. Recuperato il lieve infortunio, si presenta a Toronto, ma esce di scena all'esordio per mano di Simona Halep. Nel torneo di Cincinnati si spinge fino al terzo turno, dove viene sconfitta dalla futura campionessa, Marija Šarapova. Agli US Open cede alla Wozniacki negli ottavi di finale.

### 2012-2013

#### 2012: infortunio e uscita dalla Top 50

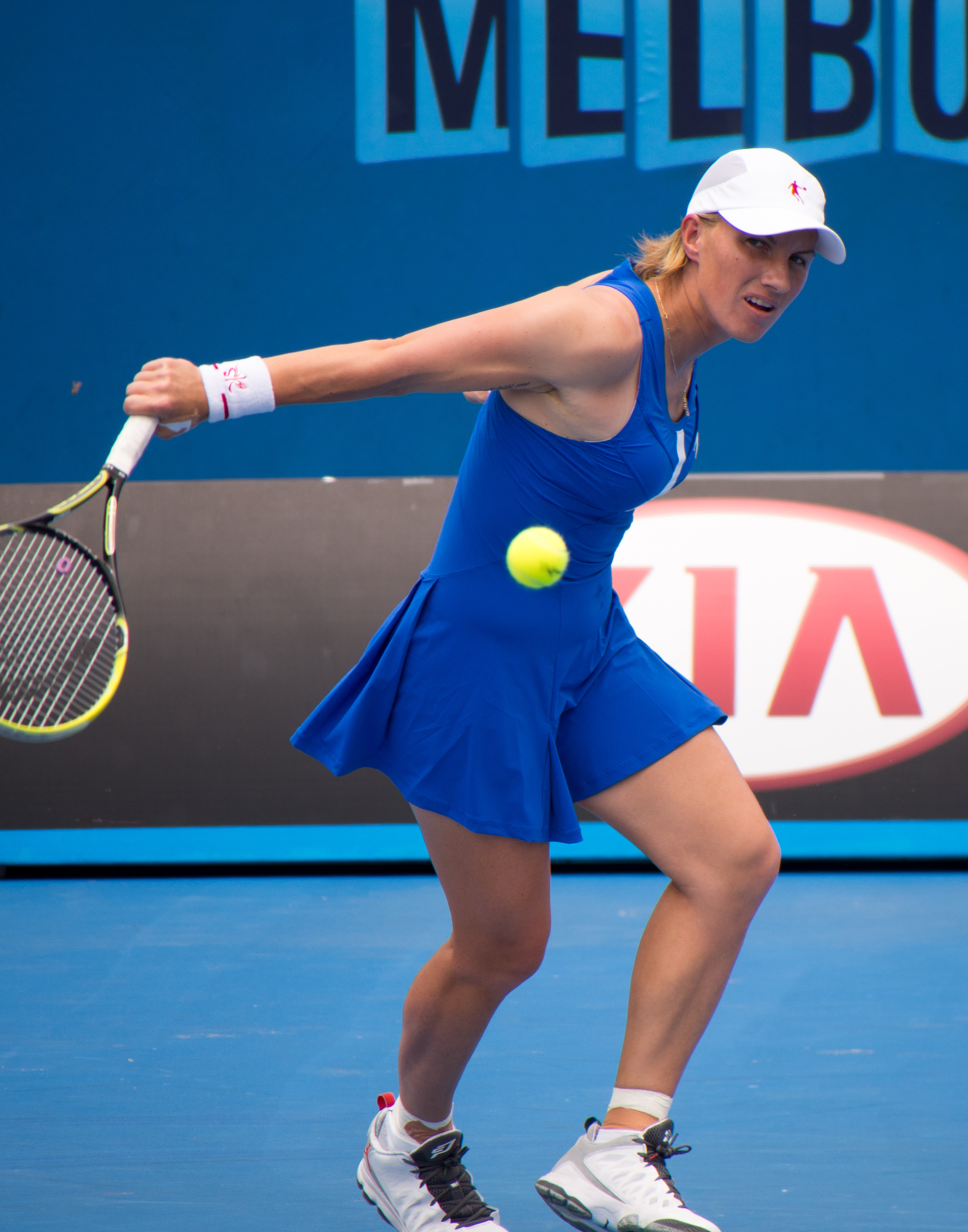
Kuznecova nel 2013

Inizia bene la nuova stagione, in quanto raggiunge la semifinale, poi persa contro Zheng Jie, ad Auckland. Agli Australian Open viene sconfitta al terzo turno da Sabine Lisicki, mentre in coppia con Vera Zvonarëva si aggiudica il secondo Slam in doppio. Al Roland Garros, scivolata alla posizione numero ventisei, estromette la Top 3 Agnieszka Radwańska, prima di perdere negli ottavi di finale dalla futura finalista, Sara Errani. A Wimbledon viene sconfitta all'esordio per la prima volta dal 2005 da Yanina Wickmayer. Decide di non disputare l'ultimo Slam della stagione, interrompendo una striscia di 40 presenze consecutive nei Major. 

#### 2013
Ritorna a disputare un match a Sydney. Superate le qualificazioni, estromette la ex n° 1 WTA Caroline Wozniacki; ciò rappresenta la sua prima vittoria dal Roland Garros 2012. Agli Australian Open raggiunge per la terza volta i quarti di finale, in seguito alla seconda vittoria sulla Wozniacki, dove viene sconfitta dalla campionessa in carica e vincitrice futura, Viktoryja Azaranka. Nel torneo in Qatar supera la Bartoli, n° 9 WTA, prima di cedere nel terzo turno contro Samantha Stosur. Successivamente, a Indian Wells estromette la campionessa in carica Jelena Janković nel secondo turno, prima di subire la vendetta della Bartoli; anche a Miami viene eliminata al terzo turno, stavolta per mano di Ana Ivanović. Al Roland Garros si spinge fino al secondo quarto di finale, dopo aver eliminato tra le altre Ekaterina Makarova (n° 22 WTA) ed Angelique Kerber (n° 6 WTA), dove si arrende alla n° 1 WTA e futura campionessa, Serena Williams, in tre sets. Tale set vinto dalla Kuznecova, sarà l'unico parziale perso dall'americana nel corso dello Slam. 

### 2014: 500 vittorie e titolo n° 14
Inizia la nuova stagione con una sconfitta precoce a Syndye, impostale da Varvara Lepchenko nel primo turno. Al PTT Pattaya Open, batte al primo turno la cinese Zhang Shuai, ottenendo la vittoria numero 500 in singolare. Tuttavia, ciò comporta l'uscita all'esordio agli Australian Open contro Elina Svitolina. A Indian Wells raggiunge il terzo turno, poi perso contro Petra Kvitová; mentre a Miami subisce una pesante sconfitta dalla 17enne Donna Vekić nel secondo turno. Si spinge fino ai quarti di finale a Stoccarda, dove viene estromessa dalla futura finalista, Ana Ivanović. Ritorna in finale dopo tre anni a Lisbona, dove le viene negato il titolo da Carla Suárez Navarro. Al Roland Garros ripete l'esito dell'anno precedente, dopo aver eliminato Petra Kvitová (n° 5 WTA), ma stavolta viene fermata da Simona Halep, futura finalista. A Wimbledon viene sorpresa al primo turno da Michelle Larcher de Brito in tre sets. Torna a vincere un titolo WTA (a distanza di quasi 4 anni dall'ultimo) a Washington battendo in ordine Polona Hercog, Kirsten Flipkens, Vania King, Ekaterina Makarova e Kurumi Nara in finale.

### 2015: titolo n° 15

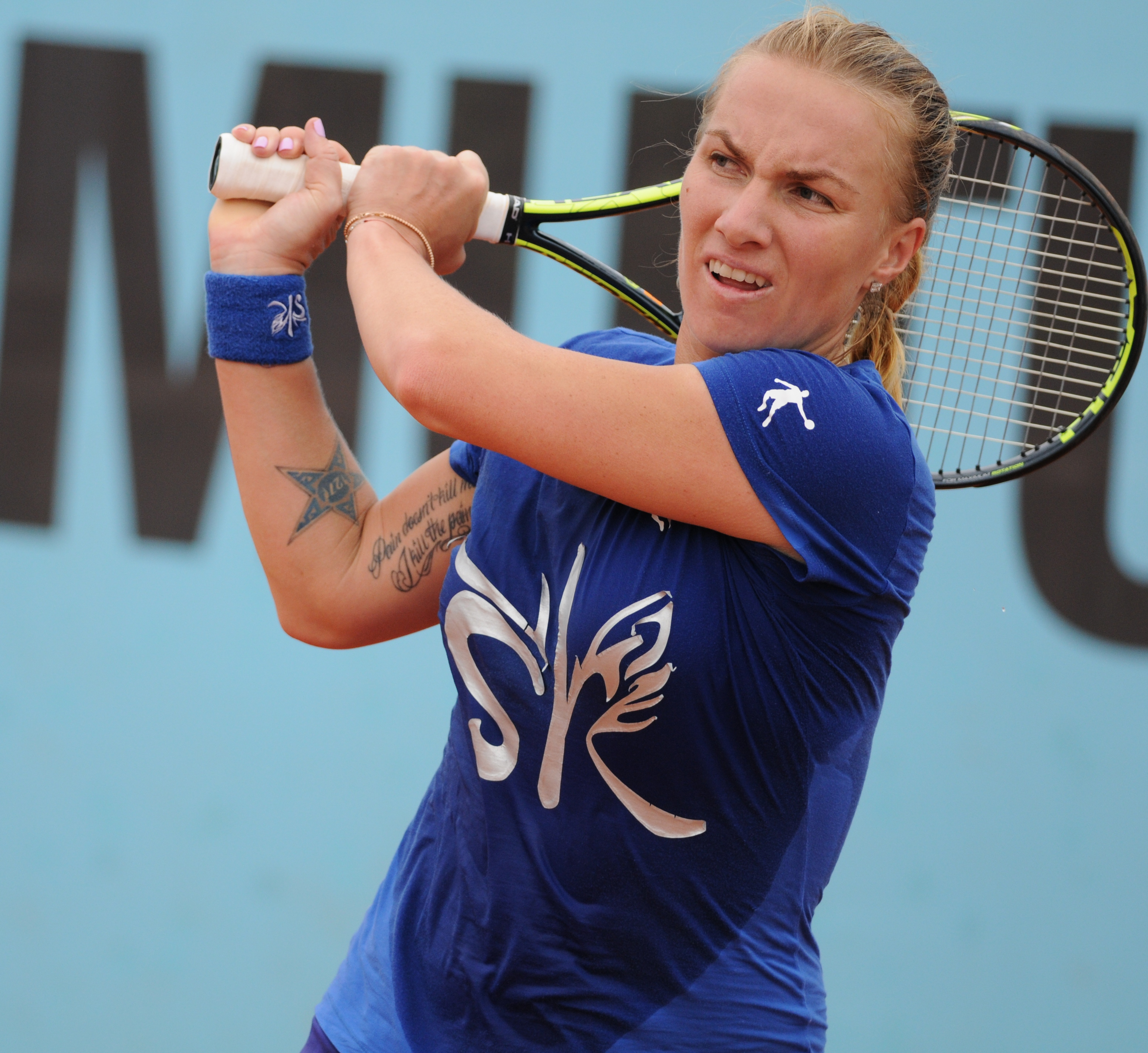
Kuznecova nel 2015

Non riesce a qualificarsi per il torneo di Auckland, mentre a Melbourne viene eliminata al primo turno da Caroline Garcia. Nel torneo di Praga viene sorpresa da Zhang Shuai (n° 98 WTA), ma si rifà a Madrid raggiungendo la sua 35ª finale in carriera. Nella corsa al titolo supera Ekaterina Makarova, Garbiñe Muguruza, Samantha Stosur, Lucie Šafářová e Marija Šarapova. Tuttavia, viene sconfitta in finale da Petra Kvitová in due sets. Partecipa al Roland Garros dal quale esce di scena già al secondo turno per mano dell'italiana Francesca Schiavone perdendo 7–6, 5–7, 8–10, dopo un match durato 3 ore e 50 minuti. Di conseguenza, perde dieci posizioni uscendo dalla Top 20. A Wimbledon supera il primo turno per la prima volta dal 2011, ma viene sconfitta al secondo. Rinuncia a quasi tutti i tornei nordamericani a causa di un infortunio. Agli US Open esce di scena al primo turno contro Kristina Mladenovic. Si rifà a Guangzhou e a Mosca, dove raggiunge i quarti di finale e la finale. In quest'ultimo torneo vince il titolo, superando in finale Anastasija Pavljučenkova.

### 2016: Top 10 e titolo n° 17 in singolare; semifinale al Roland Garros in doppio

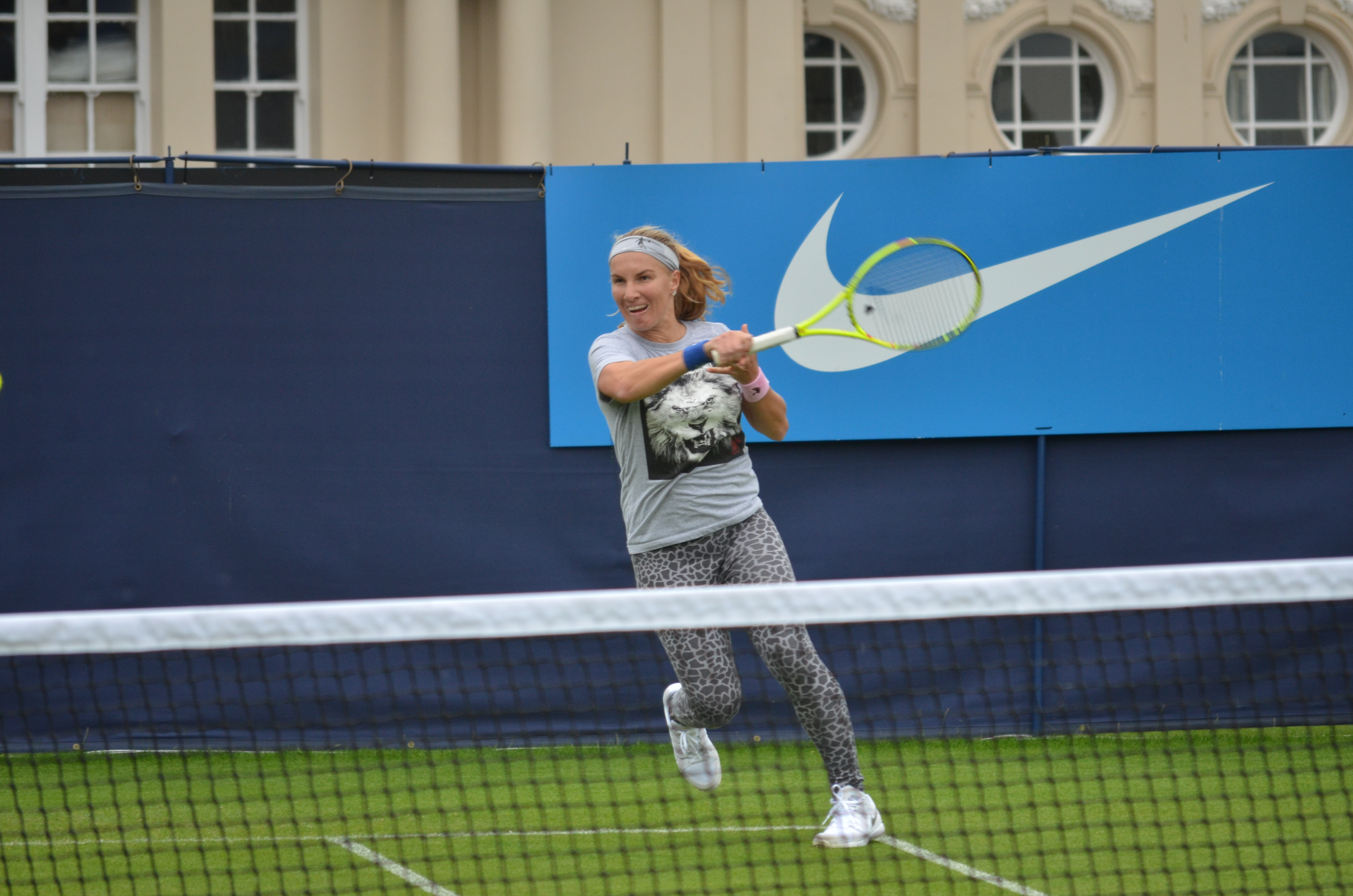
Kuznecova nel 2016

Nel torneo di Auckland perde al secondo turno contro Tamira Paszek, mentre a Sydney si aggiudica il 16º titolo in carriera, battendo fra le altre Sabine Lisicki, Simona Halep. Agli Australian Open non va oltre il secondo turno, dovendo cedere a Kateryna Bondarenko. A Dubai viene estromessa all'esordio da un'ottima Julia Görges. Nel torneo in Qatar affronta nuovamente la tedesca al primo turno, stavolta con esito positivo; tuttavia, esce di scena al secondo turno per mano di Jeļena Ostapenko. A Indian Wells perde contro Coco Vandeweghe nel secondo turno, mentre a Miami raggiunge per la seconda volta la finale eliminando: Carina Witthöft, Caroline Garcia, Serena Williams (n° 1 WTA), Ekaterina Makarova e Timea Bacsinszky. Nonostante gli ottimi risultati, manca l'opportunità di rientrare nella Top 10, in quanto perde nell'atto finale contro Viktoryja Azaranka. A Roma subisce la vendetta della Williams nei quarti di finale. Di conseguenza, diventa la tennista numero uno della Russia, supera la Sarapova, per la prima volta dal 2011. Successivamente, raggiunge i quarti di finale al Roland Garros, eliminata dalla futura campionessa, Garbiñe Muguruza. In coppia con Margarita Gasparjan si spinge fino alla semifinale; è il migliore risultato dal 2004 nello Slam parigino. Entra nella Top 10 dopo sei anni dall'ultima volta, in seguito agli ottavi di finale disputati a Wimbledon. A Montreal viene eliminata nei quarti di finale da Simona Halep. Rappresenta la Russia alle Olimpiadi di Rio. In Brasile raggiunge il terzo turno in singolare e i quarti di finale in coppia con Dar'ja Kasatkina. Disputa i quarti di finale a Cincinnati, mentre viene sconfitta agli US Open da Caroline Wozniacki, dopo essere stata in vantaggio per 4–0 nel primo set. Partecipa al torneo di Wuhan nella speranza di disputare il Masters finale. Qui raggiunge la semifinale, avendo la meglio su Venus Williams ed Agnieszka Radwańska, prima di cedere a Dominika Cibulková. A Pechino supera Misaki Doi, ma perde contro Madison Keys. Nel torneo di Tianjin usufruisce del ritiro della Radwanska nei quarti di finale, ma viene sorpresa da Alison Riske in semifinale. Tali risultati non erano sufficienti per rientrare tra le prime otto giocatrici del mondo, fino a quando Serena WIlliams non comunicò la sua non partecipazione. Il 17º titolo arriva il 22 ottobre, ottenuto sconfiggendo la giovane promessa Daria Gavrilova a Mosca, permettendole così di accedere alle WTA Finals di Singapore, dove si ferma alle semifinali, sconfitta dalla Cibulkova, poi vincitrice del torneo. 

### 2017: uscita dalla Top 10

Kuznecova nel 2017

Prende parte al torneo di Brisbane, in cui viene sconfitta nei quarti di finale da Garbiñe Muguruza. In seguito, perde al secondo turno a Sydney contro la connazionale Anastasija Pavljučenkova. La Pavljucenkova la estromette anche agli Australian Open negli ottavi di finale, suo miglior risultato dal 2013. Nel torneo di S. Pietroburgo viene fermata nei quarti di finale dalla futura finalista, Julija Putinceva. A causa di un infortunio, salta i tornei di Dubai e Qatar. Si aggiudica il match contro Johanna Larsson a Indian Wells, successivamente si impone anche su Roberta Vinci, Caroline Garcia, Anastasija Pavljučenkova e Karolína Plíšková. In questo modo, disputa la prima volta finale a Indian Wells dal 2008; viene sconfitta da Elena Vesnina. A Miami non va oltre il quarto turno, eliminata da Venus Williams. A Stoccarda viene sconfitta dalla wildcard e futura campionessa, Laura Siegemund. Sulla terra di Madrid perde in semifinale contro Kristina Mladenovic. A Parigi difende i punti ottenuti l'anno precedente, spingendosi fino al quarto turno sconfitta da Caroline Wozniacki. Raggiunge i quarti di finale ad Eastbourne e a Wimbledon (dopo dieci anni dall'ultima volta); cede rispettivamente a Karolína Plíšková e ad Garbiñe Muguruza, futura campionessa. A causa dell'infortunio alla mano ottiene scarsi risultati nella seconda parte della stagione, decidendo di non partecipare alla Kremlin Cup, torneo nel quale era bi-campionessa in carica. Il 23 ottobre esce dalla Top 10, dopo 65 settimane di permanenza continua, scivolando alla posizione numero undici. 

### 2018-2020

#### 2018: uscita dalla Top 100 e titolo n° 18

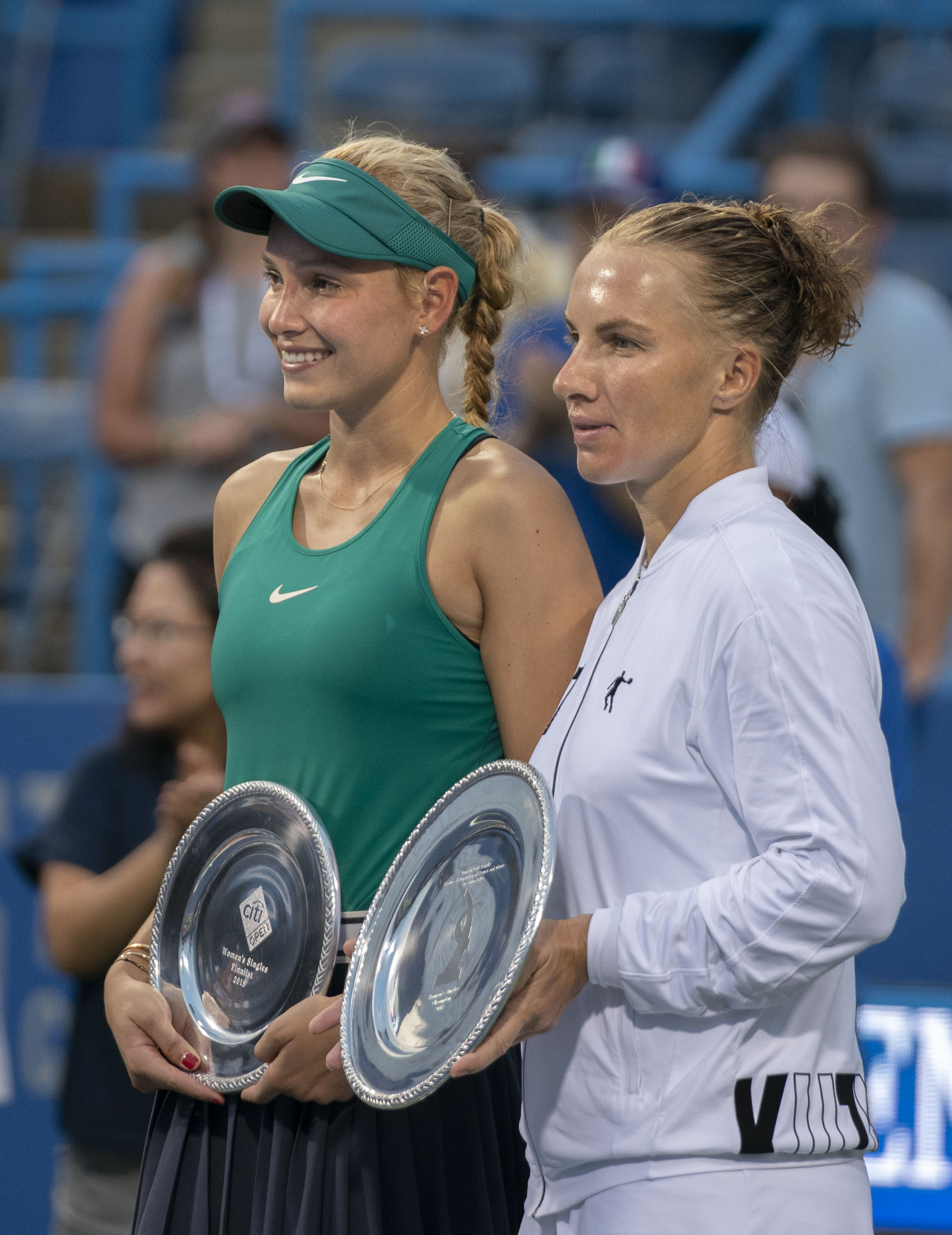
Kuznecova vincitrice a Washington, insieme alla finalista Donna Vekić, nel 2018

Non ottiene risultati importanti sul cemento, disputando solamente un quarto di finale a Istanbul. Nello Slam Parigi, nel quale la russa giocava sempre ad alti livelli, esce di scena all'esordio contro Garbiñe Muguruza (n° 3 WTA). Anche a Wimbledon esce al primo turno e ciò comporta l'uscita dalla Top 100. Tuttavia, si rifà sul suolo americano ritornando a vincere un titolo, dopo un infortunio e un intervento chirurgico al polso sinistro, a Washington battendo in finale Donna Vekić per 4–6 7–6(7) 6–2, salvando quattro match points dell'avversaria nel secondo set. Termina la stagione fuori dalle migliori cento per la prima volta dal 2001.

#### 2019: ritorno in Top 100
Dopo aver saltato la prima metà della stagione, ritorna in campo a Lugano, dove raggiunge i quarti di finale. Un chiaro segno di ripresa è la vittoria su Aryna Sabalenka (n° 10 WTA) a Madrid. A causa di problemi con la visa, non riesce a difendere il titolo di Washington. Di conseguenza, perde 90 posizione, scivolando al 198º posto del ranking. Nel torneo di Toronto si spinge fino al terzo turno, dove viene estromessa da Simona Halep (n° 4 WTA). Disputa il torneo di Cincinnati grazie ad una wildcard, raggiungendo la quarantaduesima finale in carriera. Viene poi sconfitta da Madison Keys, dopo essersi trovata avanti più volte avanti di un break nei due sets. Durante il torneo ha eliminato tre Top 10, ovvero: Sloane Stephens (n° 8 WTA) nel terzo turno, Karolína Plíšková (n° 3 WTA) nei quarti di finale ed Ashleigh Barty (n° 2 WTA) in semifinale. Grazie a questo risultato ritorna nella Top 100, precisamente alla posizione n° 62. 

#### 2020: semifinale al Qatar Ladies Open
Dopo un inizio di stagione deludente, si spinge fino alla semifinale del Qatar Total Open battendo, tra le altre, ai quarti di finale la numero nove del mondo Belinda Bencic. Nel penultimo atto si arrende ad Aryna Sabalenka, futura campionessa, che in tal modo rivendica la sconfitta subita l'anno prima a Madrid.

## Statistiche

### Singolare

#### Finali del Grande Slam

##### Vinte (2)
| Anno | Torneo                  | Superficie  | Avversaria in finale | Risultato |
| ---- | ----------------------- | ----------- | -------------------- | --------- |
| 2004 | US Open, New York       | Cemento     | Elena Dement'eva     | 6–3, 7–5  |
| 2009 | Open di Francia, Parigi | Terra rossa | Dinara Safina        | 6–4, 6–2  |

##### Perse (2)
| Anno | Torneo                  | Superficie  | Avversaria in finale | Risultato |
| ---- | ----------------------- | ----------- | -------------------- | --------- |
| 2006 | Open di Francia, Parigi | Terra rossa | Justine Henin        | 4–6, 4–6  |
| 2007 | US Open, New York       | Cemento     | Justine Henin        | 1–6, 3–6  |

#### Risultati in progressione nei tornei dello Slam
| Sigla | Risultato               |
| ----- | ----------------------- |
| V     | Vincitore               |
| F     | Finalista               |
| SF    | Semifinalista           |
| O     | Oro olimpico            |
| A     | Argento olimpico        |
| SF    | Bronzo olimpico         |
| QF    | Quarti di Finale        |
| 4T    | Quarto turno            |
| 3T    | Terzo turno             |
| 2T    | Secondo turno           |
| 1T    | Primo turno             |
| RR    | Round Robin             |
| LQ    | Turno di qualificazione |
| A     | Assente                 |
| ND    | Non disputato           |

| Legenda superfici    |
| -------------------- |
| Cemento              |
| Terra battuta        |
| Erba                 |
| Superficie variabile |

| Torneo                 | 2002 | 2003 | 2004 | 2005 | 2006 | 2007 | 2008 | 2009 | 2010 | 2011 | 2012 | 2013 | 2014 | 2015 | 2016 | 2017 | 2018    | 2019    | 2020 | 2021 | Titoli | V–S    |
| ---------------------- | ---- | ---- | ---- | ---- | ---- | ---- | ---- | ---- | ---- | ---- | ---- | ---- | ---- | ---- | ---- | ---- | ------- | ------- | ---- | ---- | ------ | ------ |
| Tornei del Grande Slam |      |      |      |      |      |      |      |      |      |      |      |      |      |      |      |      |         |         |      |      |        |        |
| Australian Open        | 2T   | 1T   | 3T   | QF   | 4T   | 4T   | 3T   | QF   | 4T   | 4T   | 3T   | QF   | 1T   | 1T   | 2T   | 4T   | Assente | Assente | 2T   | 2T   | 0 / 18 | 37–18  |
| Open di Francia        | Q2   | 1T   | 4T   | 4T   | F    | QF   | SF   | V    | 3T   | QF   | 4T   | QF   | QF   | 2T   | 4T   | 4T   | 1T      | 1T      | 1T   | 1T   | 1 / 19 | 52–18  |
| Wimbledon              | Q2   | QF   | 1T   | QF   | 3T   | QF   | 4T   | 3T   | 2T   | 3T   | 1T   | A    | 1T   | 2T   | 4T   | QF   | 1T      | 1T      | ND   | 1T   | 0 / 17 | 30–17  |
| US Open                | 3T   | 3T   | V    | 1T   | 4T   | F    | 3T   | 4T   | 4T   | 4T   | A    | 3T   | 1T   | 1T   | 2T   | 2T   | 1T      | 1T      | A    | A    | 1 / 16 | 35–16  |
| Vittorie–Sconfitte     | 3–2  | 6–4  | 12–3 | 11–4 | 14–4 | 17–4 | 12–4 | 16–3 | 9–4  | 12–4 | 5–3  | 10–3 | 4–4  | 2-4  | 8-4  | 7-3  | 0-3     | 0–3     | 1–2  | 1–3  | 2 / 70 | 150–70 |